# Adolf Gröber

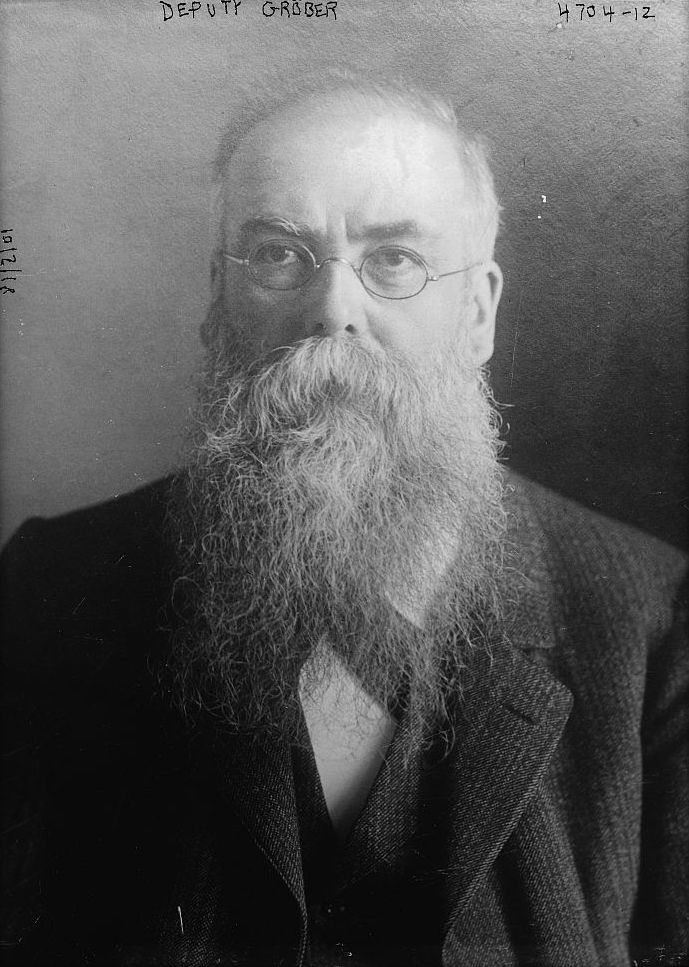
Adolf Gröber, 1918

Adolf Gröber (* 11. Februar 1854 in Riedlingen; † 19. November 1919 in Berlin) war ein deutscher Jurist und Politiker (Zentrum).

## Leben und Beruf

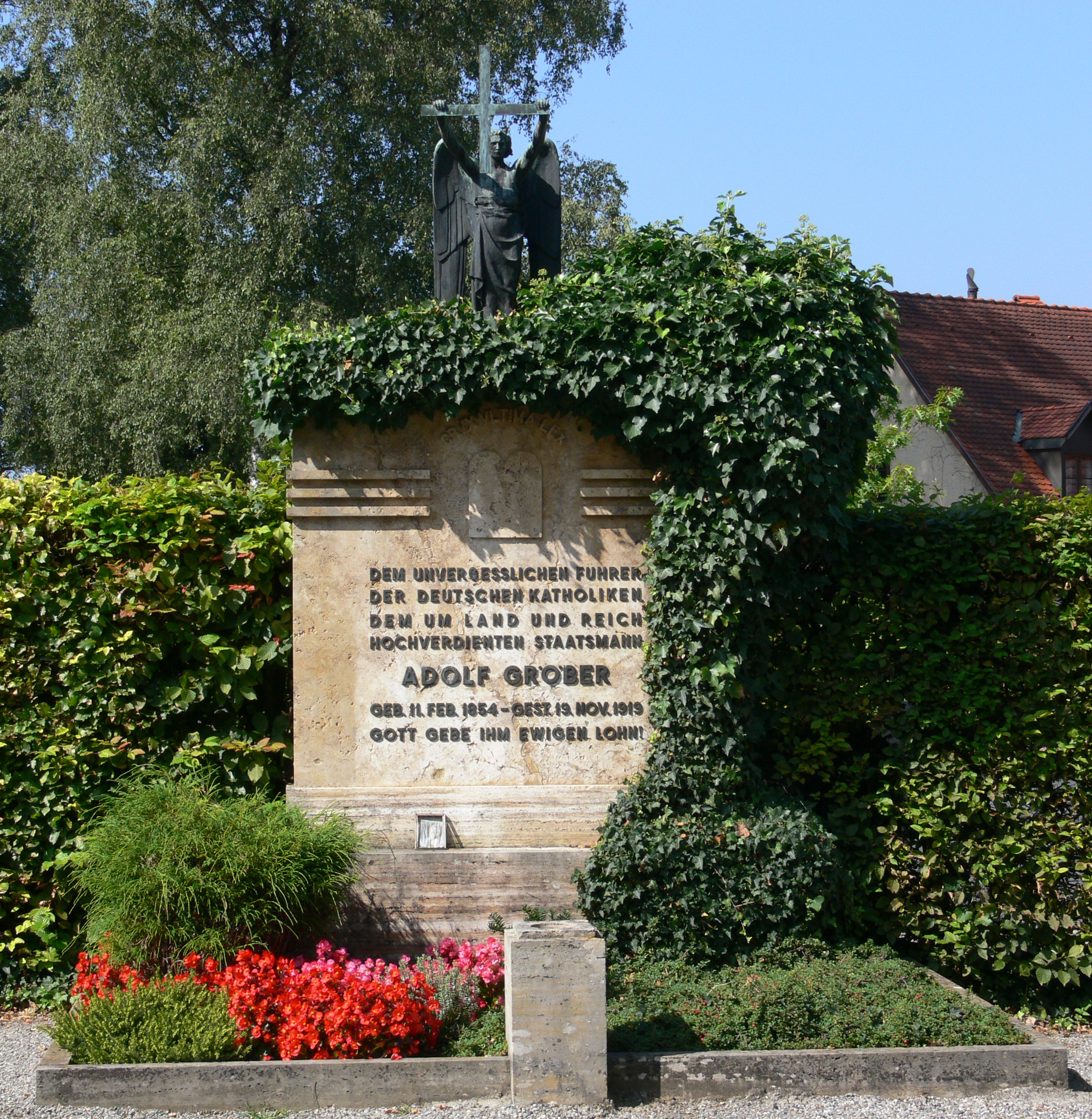
Grab in Weingarten mit der Inschrift „Dem unvergesslichen Führer der deutschen Katholiken, dem um Land und Reich hochverdienten Staatsmann Adolf Gröber … Gott gebe ihm ewigen Lohn!“

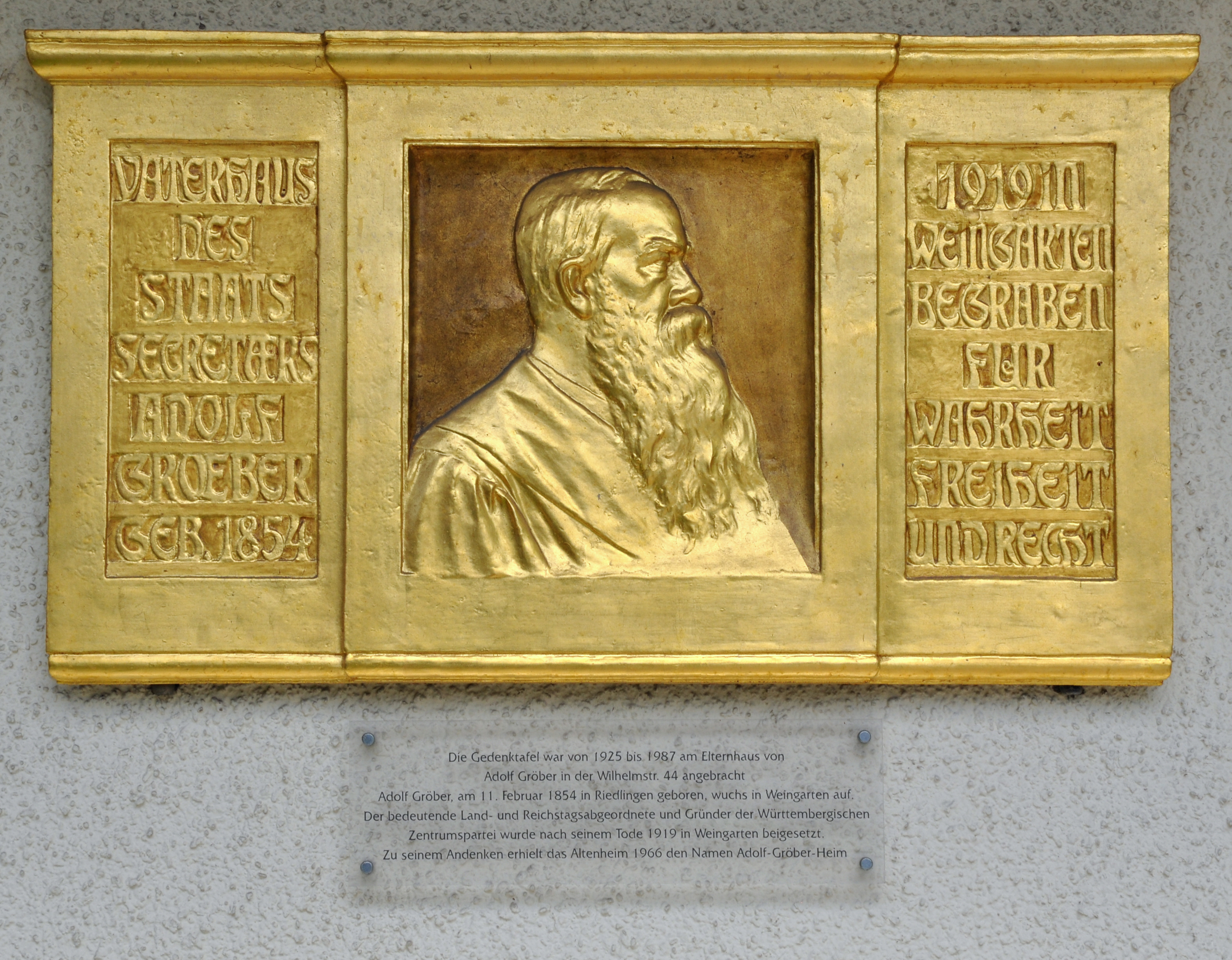
Gedenktafel mit Porträtrelief am Adolf-Gröber-Heim in Weingarten (1925–1987 am Elternhaus Gröbers in der Wilhelmstr. 44 angebracht)

Der in Riedlingen als Sohn des Spielwarenfabrikanten Albert Gröber und seiner Gattin Anna (geborene Baumann) geborene Gröber wuchs in Weingarten auf. Nach dem Abitur 1872 in Stuttgart und einem Jahr Militärdienst studierte Gröber von 1873 bis 1877 in Tübingen, Leipzig und Straßburg Jura. Er war jeweils aktives Mitglied von katholischen Studentenverbindungen im KV: in Tübingen bei der Alamannia, in Leipzig bei der Teutonia, die er mitgründete, und in Straßburg bei der Frankonia. Das Referendariat leistete er in Rottweil ab. Zunächst arbeitete er als Amtsrichter in Neresheim und Saulgau, bevor er Staatsanwalt in Rottweil und dann in Ravensburg wurde. Seit den 1890er Jahren war er Landgerichtsrat in Schwäbisch Hall und später Landgerichtsdirektor in Heilbronn. Von 1890 bis zu seinem Tode gehörte er dem Vorstand des Volksvereins für das katholische Deutschland an. Er war Präsident der Deutschen Katholikentage 1896 in Dortmund und 1906 in Essen.
Gröber liegt auf dem Kreuzbergfriedhof in Weingarten begraben. Nach ihm sind das Adolf-Gröber-Haus der St.Anna-Hilfe für ältere Menschen in Weingarten und die Adolf-Gröber-Straßen in Laupheim, Ravensburg, Stuttgart und Riedlingen benannt.

## Partei
Gröber setzte sich seit Ende der 1880er-Jahre für die Gründung einer eigenständigen Zentrumsorganisation in Württemberg ein, die dann 1895 erfolgte. Er war de facto Landesvorsitzender (offiziell hatte das Amt Alfred Rembold inne) und unumstrittene Führungsfigur der württembergischen Zentrumspartei bis zu seinem Tode.

## Abgeordneter
Gröber saß seit 1887 für den Wahlkreis Württemberg 15 (Ehingen, Blaubeuren, Laupheim, Münsingen) im Reichstag des Kaiserreiches. Ab 1889 war er zusätzlich Abgeordneter zum Landtag für das Königreich Württemberg. 1917 wurde er Fraktionsführer des Zentrums im Reichstag.
Gröber war bis zu seinem Tode Mitglied der Weimarer Nationalversammlung, wo er die Zentrumsfraktion führte. Er gehörte dem „Ausschuß zur Vorberatung des Entwurfs einer Verfassung für das Deutsche Reich“ an. Von 1889 bis zu seinem Tode war er auch Landtagsabgeordneter in Württemberg.

## Öffentliche Ämter
In die Regierung von Prinz Max von Baden war Gröber als Minister ohne Aufgabenbereich eingebunden.